# Johannes Henricus Zaaijer
Johannes Henricus Zaaijer (Leiden, 29 mei 1876 - Leiden, 9 november 1932) was een Nederlands chirurg. Hij was als hoogleraar Heelkunde verbonden aan de Universiteit Leiden

## Biografie
Zaaijer ging naar de lagere school in Leiden waarna hij naar gymnasium aldaar ging. Daarna maakte hij de overstap naar de Universiteit van Leiden. Hij studeerde eerst plant- en dierkunde maar daarna studeerde hij geneeskunde. Hij was eerst assistent pathologische anatomie en daarna assistent chirurgie. In 1903 promoveerde hij op het proefschrift Bijdrage tot de kennis van den oorsprong en den bouw der naevuscellen en der naevotumoren. Daarna werkte hij als assistent tot en met 1906 als assistent heelkunde aan de Universiteit van Amsterdam. Vervolgens werd hij 1908 benoemd tot privaatdocent Chirurgische Urologie aan de Universiteit van Leiden. In 1914 volgde zijn benoeming tot hoogleraar Ontleedkunde en in maart het jaar erop hield hij zijn oratie getiteld moderne vredes- en oorlogschirurgie. 
Er werd hem in 1920 een hoogleraarschap in Amsterdam aangeboden maar hij bedankte voor de eer. In 1932 volgde zijn benoeming tot rector magnificus. Hij moest zijn rectoraat wegens ziekte vervroegd afbreken maar hij bleef nog wel aan als hoogleraar. Niet veel later kwam hij, op 9 november 1932, in Leiden te overlijden.

### Familie
Johannes Henricus Zaaijer was lid van de familie Zaaijer, waarvan meer leden medicus waren, en een zoon van de hoogleraar ontleedkunde prof. dr. Teunis Zaaijer (1837-1902) en Johanna Petronella Jacoba Scholten (1846-1928), dochter van Jan Hendrik Scholten (1811-1885), hoogleraar godgeleerdheid in Franeker en Leiden. Hij trouwde in 1906 met Christine Albertine Louise van Oordt (1883-1961), met wie hij vier kinderen kreeg; onder zijn (schoon)kinderen waren ook een aantal medici.

## Publicaties (selectie)
- Bijdrage tot de kennis van de oorsprong en den bouw naevuscellen en der naevotumoren. Leiden 1903
- Over niertransplantatie. 1908
- Een en ander over chirurgische urologie, 1909
- Moderne vredes- en oorlogschirurgie. 1915
- Slokdarmheelkunde, 1913, 1918
- Thoraxchirurgie. 1916, 1927
- Cardiospasmus en andere slokdarm-aandoeningen. 1918
- Heelkunde van het heupgewricht. 1920
- On surgery of the oeshophagus, 1931
- Pijn haar beteekenis, haar bestrijding, 1932